# Calheta de São Miguel
Calheta de São Miguel – miasto w Republice Zielonego Przylądka na wschodnim wybrzeżu wyspy Santiago.